# 吕普什泰因
吕普什泰因（法語：Lupstein，发音：[lypʃtain] 或 [lupʃtain]）是法国下莱茵省的一个市镇，属于萨韦尔讷区和萨韦尔讷县（Saverne）。该市镇总面积7.82平方公里，2009年时的人口为803人。

## 人口
吕普什泰因人口变化图示